# Terminator Zero
Terminator Zero (ターミネーターZERO?) y originalmente conocido como Terminator: The Anime Series, es una serie de anime de género acción y ciencia ficción desarrollada por Mattson Tomlin y ambientada en el universo de Terminator.
El anime de ocho episodios es producido por el estudio Production I.G y Skydance Television bajo la dirección de Masashi Kudō. Está basada en el mismo universo creada por James Cameron y Gale Anne Hurd.
Fue lanzado el 29 de agosto de 2024 en Netflix.

## Sinopsis
En Japón, Malcolm Lee ha estado desarrollando otro sistema con la IA que está destinado a competir con Skynet. A medida que se acerca el  juicio final en 1997, Lee se encuentra a sí mismo y a sus tres hijos perseguidos por un robot asesino desconocido, y un misterioso soldado del año 2022 ha sido enviado a protegerlo.

## Reparto
- The Terminator (con la voz de Timothy Olyphant/Yasuhiro Mamiya): es un robot autonomía humanoide enviado atrás en el tiempo para asesina a Malcolm Lee.[3]
- Eiko (con la voz de Sonoya Mizuno/Yuuya Uchida): es un soldado de la resistencia enviado desde el año 2022 para proteger a Malcolm y a sus hijos del Terminator y para evitar que Kokoro sea lanzado.
- Malcolm Lee (con la voz de André Holland/Toa Yukinari): es un científico que desarrolla con la IA que compite con Skynet.
- Misaki (con la voz de Sumalee Montano/Saori Hayami): la ama de llaves de Malcolm y la niñera de los hijos de Lee.
- Kenta Lee (con la voz de Armani Jackson/Hiro Shimono): el hijo mayor de Malcolm.
- Reika Lee (con la voz de Gideon Adlon/Miyuki Sato): la hija menor de Malcolm.
- Hiro Lee (con la voz de Carter Rockwood/Shizuka Ishigami): el hijo del medio de Malcolm.
- Kokoro (con la voz de Rosario Dawson/Atsumi Tanezaki): es una IA desarrollada por Malcolm Lee, que es la respuesta de Japón a Skynet.
- Profeta (con la voz de Ann Dowd/Mari Yokoo) es el líder espiritual y filosófico de la residencia.
- Annie (con la voz de Julie Nathanson/Ayaka Shimoyamada): es la compañera soldado de Eiko en la resistencia durante el año 2022.

## Episodios
| N.º en serie | N.º en temp. | Título      | Dirigido por | Escrito por    | Fecha de emisión original |
| ------------ | ------------ | ----------- | ------------ | -------------- | ------------------------- |
| 1            | 1            | «Model 101» | Masashi Kudō | Mattson Tomlin | 29 de agosto de 2024      |
| 2            | 2            | «Model 102» | Masashi Kudō | Mattson Tomlin | 29 de agosto de 2024      |
| 3            | 3            | «Model 103» | Masashi Kudō | Mattson Tomlin | 29 de agosto de 2024      |
| 4            | 4            | «Model 104» | Masashi Kudō | Mattson Tomlin | 29 de agosto de 2024      |
| 5            | 5            | «Model 105» | Masashi Kudō | Mattson Tomlin | 29 de agosto de 2024      |
| 6            | 6            | «Model 106» | Masashi Kudō | Mattson Tomlin | 29 de agosto de 2024      |
| 7            | 7            | «Model 107» | Masashi Kudō | Mattson Tomlin | 29 de agosto de 2024      |
| 8            | 8            | «Model 108» | Masashi Kudō | Mattson Tomlin | 29 de agosto de 2024      |

## Producción
Una serie de anime ambientada en el universo de Terminator se anunció por primera vez en febrero de 2021. El anime fue producido para Netflix por el estudio de animación Production I.G y Skydance Television, procedente del showrunner Mattson Tomlin y el director Masashi Kudō.El programa se desarrolló aún más con el título provisional Terminator: The Anime Series, según lo revelado por Netflix en Geeked Week 2023 cuando anunció la premisa de seguir a nuevos personajes en el año 1997.
Tomlin ha declarado que la serie trata a todas las películas anteriores como canon, y Production I.G. solicitó que tuviera algún tipo de componente japonés. La decisión fue establecer la historia en Japón, lo que luego impidió el uso de cualquier arma como arma en el programa.

### Casting
En junio de 2024, Timothy Olyphant fue elegido para dar voz al Terminator de la serie,y se revelaron por primera vez de las fotos adicionales de personajes con las voces de Rosario Dawson, André Holland, Sonoya Mizuno y Ann Dowd.

## Lanzamiento
El 7 de agosto, antes de su estreno, el anime ha sido filtrada de ocho episodios completos en internet.
El anime cuenta con ocho episodios, se estrenó el 29 de agosto de 2024, coincidiendo con el juicio final.

## Recepción

### Respuesta de la crítica
La serie recibió críticas positivas de los críticos. En el sitio web del agregador de reseñas Rotten Tomatoes, el 95% de las reseñas de 21 críticos son positivas, con una calificación promedio de 7,6/10. El consenso del sitio web dice: «Este anime visceral se quita la piel de encarnaciones pasadas de Terminator para contar su propia saga de ciencia ficción sofisticada y demuestra su valía».Metacritic, que utiliza un promedio ponderado, asignó a la serie una puntuación de 68 sobre 100, basado en 10 críticas, lo que indica críticas «generalmente favorables».